# Les Trois-Pierres
Les Trois-Pierres ist eine französische Gemeinde mit 815 Einwohnern (Stand: 1. Januar 2022) im Département Seine-Maritime in der Region Normandie. Sie gehört zum Arrondissement Le Havre und zum Kanton Saint-Romain-de-Colbosc. Die Einwohner werden Trois-Pierrais und Trois-Pierraises genannt.

## Geographie
Les Trois-Pierres liegt etwa 23 Kilometer ostnordöstlich von Le Havre in der Naturregion Pays de Caux. Umgeben wird Les Trois-Pierres von den Nachbargemeinden Saint-Jean-de-la-Neuville im Norden, Saint-Eustache-la-Forêt im Osten, Mélamare im Südosten, La Remuée im Süden, Saint-Romain-de-Colbosc im Südwesten, Gommerville im Westen sowie Saint-Gilles-de-la-Neuville im Nordwesten.

## Einwohnerentwicklung

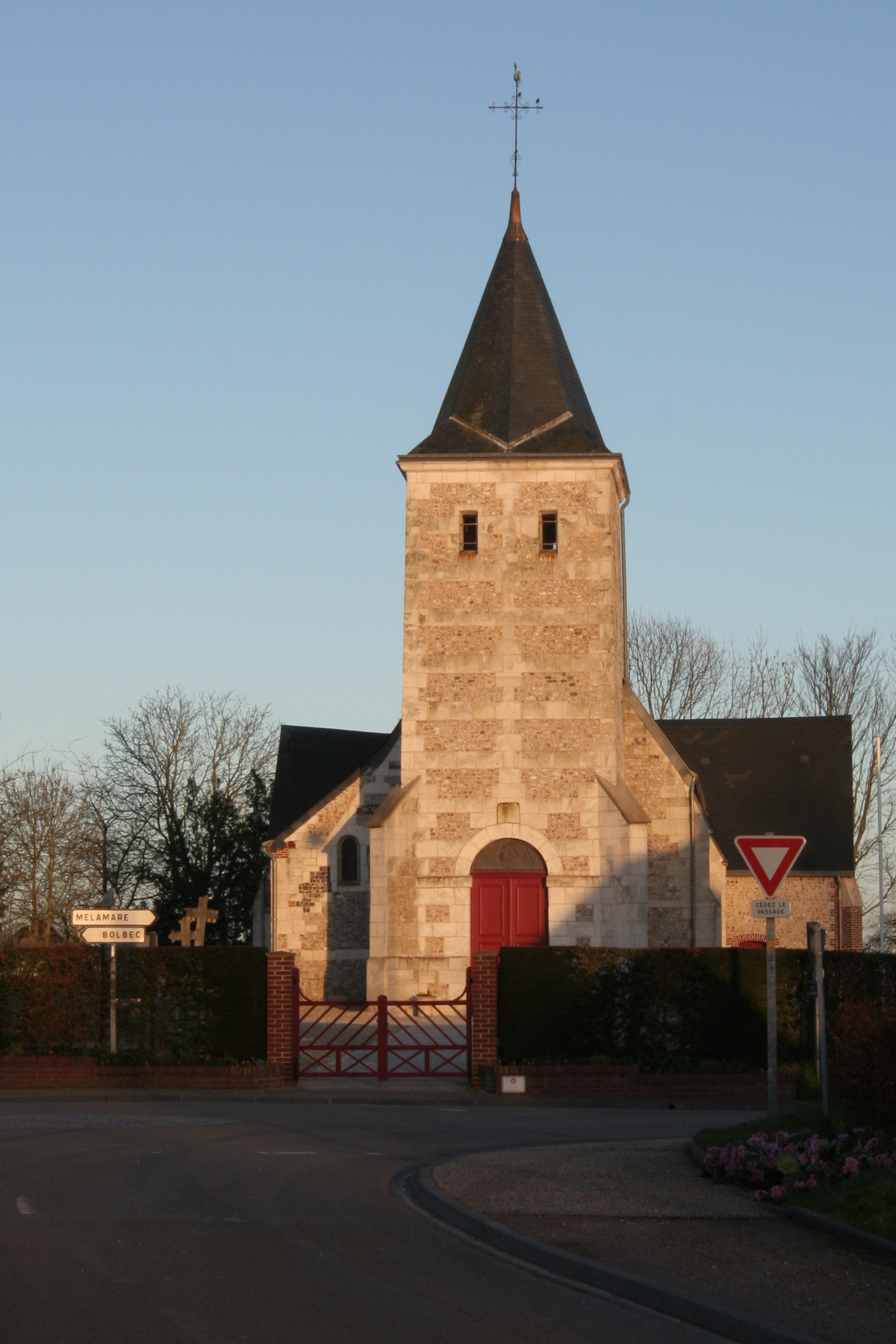
Kirche Saint-Pierre

| Jahr      | 1962 | 1968 | 1975 | 1982 | 1990 | 1999 | 2006 | 2013 | 2020 |
| --------- | ---- | ---- | ---- | ---- | ---- | ---- | ---- | ---- | ---- |
| Einwohner | 369  | 337  | 391  | 595  | 686  | 723  | 716  | 702  | 786  |

## Sehenswürdigkeiten
Chor und Stützpfeiler der Südwand des Langhauses der Pfarrkirche Saint-Pierre stammen aus dem 13. Jahrhundert. Die Kirche wurde im 17. Jahrhundert umgebaut. Die Nordwand datiert aus dem 16. Jahrhundert, im 19. Jahrhundert verstärkt. Maueröffnungen und nördliche herrschaftliche Kapelle stammen aus dem Jahr 1684, Glockenturm-Vorhalle aus dem 18. Jahrhundert. Die Südkapelle wurde 1871 vom Architekten Venambre erbaut, die Sakristei im Jahre 1869.